# دولاب (گیلان)
دولاب شهری باستانی در غرب گیلان در منطقه فومنات امروزی می‌باشد. دربارهٔ تاریخ به وجود آمدن این شهر اطلاعات زیادی در دسترس نیست اما بیشتر مورخین اعلام کرده‌اند که این شهر در سال ۴۵ (قمری) ساخته شده است.
این شهر در گذشته یکی از روستاهای فومن و یعدها یکی از شهرهای گیلان شد.
در دوران حکومت سلسلهٔ گاوبارگان این شهر یکی از پایتخت‌های این سلسله پس از فومن بوده.
این شهر توسط مغول‌ها در جریان حمله به فومن در جنگ قلعه رودخان به کلی از بین رفت.
دولاب از شهرهای کم رونق از لحاظ تجاری حساب می‌آمد اما به کمک کشاورزی زیاد در این شهر، مردم زندگی خود را پیش می‌بردند. بیشتر مورخین می‌گویند که امروزه شهر گشت از شهرهای شهرستان فومن بر روی همان شهر ساخته شده‌است.